# سیارک ۲۴۷۱۳
سیارک ۲۴۷۱۳ (به انگلیسی: 24713 Ekrutt، نامگذاری:1991RE4) بیست و چهار هزار و هفتصد و سیزدهمین سیارک کشف شده‌است که در ۱۲ سپتامبر ۱۹۹۱ کشف شد.
قدر مطلق سیارک برابر ۹.۳ است.